# Championnats d'Europe de roller de vitesse 2022
Navigation
Édition précédente Édition suivante
Les championnats d'Europe de roller course 2022, ont lieu du 4 au 11 septembre 2022 à L'Aquila en Italie.

## Podiums

### Femmes
| Épreuves                    | Or                                                               | Argent                                           | Bronze                                                 |
| Piste                       | Piste                                                            | Piste                                            | Piste                                                  |
| --------------------------- | ---------------------------------------------------------------- | ------------------------------------------------ | ------------------------------------------------------ |
| 200 m c.l.m                 | Asja Varani                                                      | Mathilde Pédronno                                | Vanessa Herzog                                         |
| 500 m sprint                | Asja Varani                                                      | Vanessa Herzog                                   | Mathilde Pédronno                                      |
| 1 000 m sprint              | Veronica Luciani                                                 | Marie Dupy                                       | Vanessa Herzog                                         |
| 10 000 m points-élimination | Marine Lefeuvre                                                  | Daniela Roldann                                  | Larissa Gaiser                                         |
| 10 000 m élimination        | Alison Bernardi                                                  | Marie Dupy                                       | Marine Lefeuvre                                        |
| 3 000 m relais              | Italie Asja Varani Veronica Luciani Luisa Woolaway Melissa Gatti | Belgique Anke Vos Stien Vanhoutte Fran Vanhoutte | France Marine Lefeuvre Manon Fraboulet Alison Bernardi |
| Route                       |                                                                  |                                                  |                                                        |
| 100 m c.l.m                 | Asja Varani                                                      | Almudena Blanco                                  | Vanessa Herzog                                         |
| un tour de sprint           | Mathilde Pédronno                                                | Luisa Gonzalez                                   | Laethisia Schimek                                      |
| 10 000 m points             | Marine Balanant                                                  | Angelina Otto                                    | Fleur Veen                                             |
| 15 000 m élimination        | Marie Dupy                                                       | Marine Lefeuvre                                  | Alison Bernardi                                        |
| Longue distance             |                                                                  |                                                  |                                                        |
| 42 195 m                    | Lianne Van Loon                                                  | Marie Dupy                                       | Marine Lefeuvre                                        |

### Hommes
| Épreuves                    | Or                                                                   | Argent                                          | Bronze                                                   |
| Piste                       | Piste                                                                | Piste                                           | Piste                                                    |
| --------------------------- | -------------------------------------------------------------------- | ----------------------------------------------- | -------------------------------------------------------- |
| 200 m c.l.m                 | Sebastian Guzman                                                     | Alessio Piergigli                               | Yvan Sivilier                                            |
| 500 m sprint                | Duccio Marsili                                                       | Elton de Souza                                  | Yvan Sivilier                                            |
| 1 000 m sprint              | Sebastian Guzman                                                     | Valentin Thiebault                              | Giuseppe Bramante                                        |
| 10 000 m points-élimination | Bart Swings                                                          | Jason Suttels                                   | Livio Wenger                                             |
| 10 000 m élimination        | Jason Suttels                                                        | Bart Swings                                     | Livio Wenger                                             |
| 3 000 m relais              | France Valentin Thiebault Yvan Sivilier Martin Ferrié Elton de Souza | Belgique Bart Swings Jason Suttels Indra Médard | Italie Duccio Marsili Vincenzo Maiorca Giuseppe Bramante |
| Route                       |                                                                      |                                                 |                                                          |
| 100 m c.l.m                 | Sebastian Guzman                                                     | Ron Pucklitzsch                                 | Jelmar Hempenius                                         |
| un tour de sprint           | Sebastian Guzman                                                     | Duccio Marsili                                  | Nil Llop                                                 |
| 10 000 m points             | Bart Swings                                                          | Nolan Beddiaf                                   | Jason Suttels                                            |
| 15 000 m élimination        | Bart Swings                                                          | Nolan Beddiaf                                   | Jason Suttels                                            |
| Longue distance             |                                                                      |                                                 |                                                          |
| 42 195 m                    | Martin Ferrié                                                        | Bart Swings                                     | Felix Rijhnen                                            |

## Sources
- Résultats des Championnats d'Europe, sur le site officiel.